# Орловский, Виктор Михайлович
Виктор Орловский  (род. 12 апреля 1974, Ташкент) — российский венчурный инвестор и предприниматель. Основатель и генеральный партнёр Fort Ross Ventures.

## Биография

### Ранняя жизнь
Виктор Орловский родился 12 апреля 1974 года в Ташкенте. В 1996 году окончил Ташкентский электротехнический институт связи по специальности «Автоматическая электросвязь», а в 2001 году — Московский государственный университет экономики, статистики и информатики по специальности «Финансы и кредит». Обучался по программе MBA в университете Warwick, Англия.

### Карьера
Начал карьеру в технологических подразделениях банка ABN AMRO в Узбекистане, Голландии и России, где руководил программами трансформации банка в области информационных технологий, корпоративного, розничного и инвестиционного бизнесов.
С 2001 по 2004 год работал на позиции старшего вице-президента, руководителя программы цифровой трансформации в Альфа-Банке, одном из самых передовых банков Европы, который по результатам трансформации стал лидером в мобильном и цифровом банкинге, как для розничных, так и корпоративных клиентов..
С 2006 по 2008 год занимал должность партнёра консультационного подразделения IBM Россия/СНГ.
C 2008 по 2015 год работал руководителем IT-блока в качестве старшего вице-президента и члена правления, возглавил программу технологической трансформации Сбербанка, одного из самых старых и крупнейших банков мира. На этом посту добился создания уникальной цифровой экосистемы, включающей в себя более тридцати высоко технологических цифровых бизнесов для более чем 90 миллионов розничных и 5 миллионов корпоративных клиентов, а также внедрения уникальной цифровой технологической инфраструктуры..
В 2015 году Виктор переехал в Калифорнию и основал фонд Fort Ross Ventures, который специализируется на инвестициях в стартапы в США и Израиле.
В 2013 году был признан одним из лучших руководителей IT-мира (награда Oracle).
Автор книги «От носорога к единорогу. Как провести компанию через трансформацию в цифровую эпоху и избежать смертельных ловушек», которая получила награду «Книга 2020 года в России» по версии PWC. Книга выпущена на английском и китайском языках и стала best seller Wall Street Journal в феврале 2022 года.